# Zlatance
Zlatance (izvirno srbsko Златанце) je naselje v Srbiji, ki upravno spada pod Občino Crna Trava; slednja pa je del Jablaniškega upravnega okraja.

## Demografija
V naselju, katerega izvirno (srbsko-cirilično) ime je Златанце, živi 147 polnoletnih prebivalcev, pri čemer je njihova povprečna starost 56,0 let (51,7 pri moških in 59,8 pri ženskah). Naselje ima 77 gospodinjstev, pri čemer je povprečno število članov na gospodinjstvo 2,05.
To naselje je, glede na rezultate popisa iz leta 2002, večinoma srbsko, a v času zadnjih treh popisov je opazno zmanjšanje števila prebivalcev.
|  |

| Demografija | Demografija     | Demografija     |
| Leto        | Št. prebivalcev | Št. prebivalcev |
| ----------- | --------------- | --------------- |
|             |                 |                 |
|             |                 |                 |
|             |                 |                 |
|             |                 |                 |
| 1948        | 576             |                 |
| 1953        | 522             |                 |
| 1961        | 460             |                 |
| 1971        | 358             |                 |
| 1981        | 245             |                 |
| 1991        | 193             | 193             |
| 2002        | 160             | 158             |
|             |                 |                 |

| Etnična sestava po popisu iz leta 2002 | Etnična sestava po popisu iz leta 2002 | Etnična sestava po popisu iz leta 2002 | Etnična sestava po popisu iz leta 2002 | Etnična sestava po popisu iz leta 2002 |
| -------------------------------------- | -------------------------------------- | -------------------------------------- | -------------------------------------- | -------------------------------------- |
| Srbi                                   | Srbi                                   |                                        | 153                                    | 96,83%                                 |
| Neznano                                | Neznano                                |                                        | 4                                      | 2,53%                                  |